# Die berühmte Frau
Die berühmte Frau ist ein deutscher Stummfilm aus dem Jahre 1927 von Robert Wiene mit Lily Damita in der Titelrolle sowie Fred Solm und Warwick Ward als die beiden um ihre Gunst buhlenden Rivalen. Der Geschichte liegt das Stück Die Tänzerin von Melchior Lengyel zugrunde, der auch das Drehbuch verfasste.

## Handlung
Gerald, der Chef einer Varietétruppe, hat aus der kleinen Tänzerin Sonja Litowskaja einen berühmten Revuestar gemacht. Wo immer sie auftritt, jubelt ihr das Publikum zu. Der alte Herzog von Olivarez, in aufrichtiger Freundschaft mit Gerald verbunden, erkennt sofort, dass diesen mit Sonja mehr als nur professionelle Zusammenarbeit verbindet. Kein Zweifel: Gerald ist in die berühmte Frau verliebt. Als die Truppe mal wieder in Barcelona gastiert, rät der hochadelige Herr Gerald, sich doch endlich Sonja zu offenbaren. Der Varietédirektor entschließt sich nun, genau an diesem Abend dem Rat seines alten Freundes zu folgen, und Sonja seine Liebe zu gestehen, da verhindert dies ein blöder Zufall. Sonja lernt genau an diesem Abend den leidenschaftlichen und verführerischen Alfredo de Cavalcante kennen, der in ihr all diejenigen Gefühle erweckt, die bislang verborgen in ihr schlummerten. Dieser junge Adelige ist verführerisch und obendrein reich und kann sie die folgende Nacht in sein Bett ziehen. Am nächsten Morgen lässt Sonja alles stehen und liegen, verlässt die Truppe und folgt Alfredo auf dessen Schloss.
Während Sonja nun Wochen des Glücks verbringt, vergräbt sich Gerald in tiefer Trauer und zieht mit seiner Truppe weiter. Sonja muss bald einsehen, dass in ihr weiterhin Künstlerblut fließt. Damit sie nicht auf dumme Gedanken kommt, will Alfredo Sonja schnellstmöglich heiraten und erbittet daher das Einverständnis seiner Eltern. Sonja willigt ein, seine Ehefrau zu werden und schwört fortan dem Tanz ab. Eines Tages gastiert Geralds Revuetheater erneut in Barcelona, und prompt wird seine weibliche Hauptattraktion krank. Gerald bittet Sonja, für dieses eine Mal nochmals einzuspringen. Doch Sonja bleibt standhaft und hält sich fest an ihre Alfredo gegenüber abgegebene Zusage. Doch dann kann sie nicht doch anders – sie muss einfach tanzen, tanzen, tanzen. Und so kehrt Sonja, berauscht von der Bewegung und dem Ruhm, auf die Bühne zurück und überwältigt das tobende Publikum. Gerald bringt sie anschließend zu ihrem Mann Alfredo nach Hause, doch findet sie dort lediglich einen Abschiedsbrief des Gatten vor. Der alte Herzog von Olivarez hatte zuvor den jungen Adeligen davon überzeugt, dass er nicht das Recht habe, seiner schönen, jungen Frau die große Leidenschaft ihres Lebens zu verbieten: den Tanz. Und so lässt Alfredo seine Frau gehen. Von Gram geschüttelt, sackt Sonja in sich zusammen. Während Alfredo todtraurig den Abgang seiner Frau durch das Fenster mit ansehen muss, hat Gerald Sonja für die hohe Kunst zurückgewonnen.

## Produktionsnotizen
Die berühmte Frau entstand im Juni 1927 in den UFA-Ateliers, passierte die Filmzensur am 17. Oktober 1927 und wurde am 29. Oktober 1927 in Nürnberg uraufgeführt. Die Berliner Premiere fand am 7. November 1927 statt. Ein Jugendverbot wurde ausgesprochen. Der Film maß eine Länge von 2559 Metern, verteilt auf sechs Akte.
O. F. Werndorff entwarf die Filmbauten, die Emil Hasler ausführte.